# Карбонад
Карбона́д (фр. carbonade от лат. carbo — уголь: «мясо, зажаренное на углях») — кусок свинины спинно-поясничного отруба (как правило, корейка), жареный или запечённый.

## Способы приготовления
В современной мясопереработке готовится путём варки паром в камерах с последующим запеканием. Также существует сыровяленый и сырокопчёный карбонад. Карбонад, полученный путём современной мясопереработки, относится к подгруппе мясных деликатесов.
В бельгийской и французской кухнях существует блюдо «карбонад по-фламандски» (так его называют в Валлонии и по всей остальной Европе, сами фламандцы именуют его просто «карбонадо»). Оно представляет собой куски свиной корейки, ту́шенные в пивном соусе.

## Карбонад и карбонат
Встречается ошибочное употребление слова «карбонат» в значении «карбонад» (например, лирическим героем песни В. С. Высоцкого: «Любим мы кабанье мясо в карбонате»). На самом деле карбонаты — это соли угольной кислоты.